# Vaudreuil (district électoral du Canada-Uni)
Pour les articles homonymes, voir Vaudreuil.
Circonscription électorale provinciale du Canada
Vaudreuil est un district électoral de l'Assemblée législative de la province du Canada.

## Liste des députés
| Années | Années      | Député                                 | Affiliation       |
| ------ | ----------- | -------------------------------------- | ----------------- |
|        | 1841 - 1844 | John Simpson                           | Tory unioniste    |
|        | 1844 - 1848 | Jacques-Philippe Lantier               | Canadien-français |
|        | 1848 - 1851 | Jean Baptiste Mongenais                | Canadien-français |
|        | 1851 - 1854 | Jean Baptiste Mongenais                | Réformiste        |
|        | 1854 - 1858 | Jean Baptiste Mongenais                | Réformiste        |
|        | 1858 - 1860 | Robert Unwin Harwood                   | Conservateur      |
|        | 1860 - 1861 | Jean Baptiste Mongenais                | Bleu              |
|        | 1861 - 1863 | Jean Baptiste Mongenais                | Bleu              |
|        | 1863 - 1867 | Antoine Chartier de Lotbinière Harwood | Conservateur      |